# Karl Hübner (Politiker)
Karl Hübner (* 6. November 1897 in Berlin; † 20. Dezember 1965) war ein deutscher Politiker (FDP, später FVP, FDV und CDU).

## Leben und Beruf
Nach dem Besuch der Oberrealschule trat Hübner 1914 in den gehobenen Fernmeldedienst der Deutschen Reichspost ein. Von 1936 bis 1945 arbeitete er im Reichspostzentralamt. Mit Auflösung der Reichspost 1945 wurde er erst in die Berliner Magistratspost und dann in die Zentralverwaltung für das Post- und Fernmeldewesen in der sowjetisch besetzten Zone übernommen. 1948 wurde er dort aus politischen Gründen entlassen und stattdessen Amtsleiter im Post- und Fernmeldeschulamt (West-)Berlin. Er war dort Sachverständiger für Fragen der Telegraphie. In den 1950er Jahren war er stellvertretender Vorsitzender des Deutschen Postverbandes.

## Partei
Hübner wurde 1945 Mitglied der LDPD. Da er in Wilmersdorf und somit in West-Berlin wohnte, wurde er mit Gründung der Bundes-FDP 1948 FDP-Mitglied.
Am 23. Februar 1956 verließ er die FDP und gründete kurze Zeit später mit dem FDP-Ministerflügel die Freie Volkspartei (FVP). Deren Berliner Landesverband beteiligte sich nicht an der Anfang 1957 vollzogenen Fusion mit der Deutschen Partei, sondern gründete am 2. August 1957 die Freie Deutsche Volkspartei (FDV), der neben Hübner u. a. auch sechs Mitglieder des Berliner Abgeordnetenhauses angehörten. Nach Auflösung der FDV aufgrund des Wahldebakels bei der Berliner Abgeordnetenhauswahl 1958 wurde er am 1. Januar 1959 Mitglied der CDU.

## Abgeordneter
Von 1947 bis 1950 war Hübner Bezirksabgeordneter in Berlin-Wilmersdorf. Anschließend gehörte er bis zu seiner Wahl in den Bundestag dem Berliner Abgeordnetenhaus an.
Seit dem 31. Januar 1952 war Hübner als Berliner Abgeordneter Mitglied des Deutschen Bundestages. Er war zunächst auf Vorschlag der FDP-Fraktion im Berliner Abgeordnetenhaus gewählt worden. Nach seinem Parteiaustritt gehörte er bis Anfang 1957 der FVP- und später der DP/FVP-Fraktion an. Auf Vorschlag der FDV-Fraktion im Berliner Abgeordnetenhaus wurde er 1957 erneut in den Bundestag entsandt und wurde damit der einzige Vertreter dieser Partei im Parlament. Dort schloss er sich der CDU/CSU-Fraktion als Hospitant an. Mit seinem Parteibeitritt Anfang 1959 wurde er dann auch Mitglied der Unionsfraktion im Bundestag, in den er 1961 wiedergewählt wurde und dem er bis 1965 als Vertreter der CDU angehörte.